# Pegomya terebrans
Pegomya terebrans är en tvåvingeart som först beskrevs av Camillo Rondani 1866.  Pegomya terebrans ingår i släktet Pegomya och familjen blomsterflugor.
Artens utbredningsområde är Österrike. Inga underarter finns listade i Catalogue of Life.